# Episodi di Star Wars: Skeleton Crew
La prima stagione della serie televisiva Star Wars: Skeleton Crew è stata pubblicata dal servizio di streaming on demand Disney+ dal 2 dicembre 2024 al 15 gennaio 2025. 
| nº | Titolo originale                            | Titolo italiano                              | Prima TV USA     | Prima TV Italia  |
| -- | ------------------------------------------- | -------------------------------------------- | ---------------- | ---------------- |
| 1  | This Could Be a Real Adventure              | Questa sarebbe una vera avventura            | 2 dicembre 2024  | 3 dicembre 2024  |
| 2  | Way, Way Out Past the Barrier               | Lontani dalla Barriera                       | 2 dicembre 2024  | 3 dicembre 2024  |
| 3  | Very Interesting, as an Astrogation Problem | Un interessante problema di astronavigazione | 10 dicembre 2024 | 11 dicembre 2024 |
| 4  | Can't Say I Remember No At Attin            | Non posso dire di ricordare nessun At Attin  | 17 dicembre 2024 | 18 dicembre 2024 |
| 5  | You Have a Lot to Learn About Pirates       | Avete molto da imparare sui pirati           | 24 dicembre 2024 | 25 dicembre 2024 |
| 6  | Zero Friends Again                          | Di nuovo senza amici                         | 31 dicembre 2024 | 01 gennaio 2025  |
| 7  | We're Gonna Be in So Much Trouble           | Saremo nei guai fino al collo                | 7 gennaio 2025   | 8 gennaio 2025   |
| 8  | The Real Good Guys                          | I veri buoni                                 | 14 gennaio 2025  | 15 gennaio 2025  |